# Yavuz Sultan Selim-broen
Yavuz Sultan Selim-broen er en hængebro over Bosporus i Istanbul. Den ligger nord for to andre broer i Istanbul. Broen forbinder Garipçe i Sarıyer på den europæiske side med Poyrazköy i Beykoz på den asiatiske side, og er 2.164 m lang.
Det er verdens højeste hængebro med 322 m. Efter Millau-viadukten er den verdens næsthøjeste bro af hvilken som helst type. Broen blev åbnet 26. august 2016. Den er også verdens bredeste hængebro med 58,4 m.